# 36e brigade d'infanterie (Empire allemand)
Pour les articles homonymes, voir 36e brigade.
La 36e brigade d'infanterie est une grande unité de l'armée prussienne.

## Histoire
La 36e brigade est créée à Rendsburg après la guerre austro-prussienne le 11 octobre 1866 et y reste basée jusqu'à la fin de la Première Guerre mondiale. Elle fait partie de la 18e division d'infanterie, affectée au 9e corps d'armée basé à Schleswig.

### Composition
- 1867

Régiments du contingent fédéral
- 1868 à 1869

31e régiment d'infanterie, 85e régiment d'infanterie (de), 85e régiment de Landwehr, 86e bataillon de réserve de Landwehr (Altona)
- 1871 à 1889

11e régiment de grenadiers, 85e régiment d'infanterie (de), 85e régiment de Landwehr, 86e bataillon de réserve de Landwehr (Altona)
- 1889 à 1914

Comme avant, sans les unités de Landwehr
- Composition de guerre lors de la mobilisation en août 1914

Comme avant, 3e escadron du 16e régiment de dragons
- Composition de guerre à partir du 8 mars 1918

Comme auparavant, 86e régiment de fusiliers (de) et 48e détachement de tireurs MG

### Guerre franco-prussienne 1870/1871
Lors de la guerre franco-prussienne, la brigade participe aux batailles de Saint-Privat, de Bellevue Orléans, à la bataille de Mars-la-Tour et au siège de Metz.

### Première Guerre mondiale
Avec la mobilisation d'août 1914, la brigade doit créer le 36e bataillon de remplacement de brigade et est incorporée à la 18e division d'infanterie déployée exclusivement sur le front occidental.

### Commandants de brigade
| Nom                                     | Date                                       |
| --------------------------------------- | ------------------------------------------ |
| Albert von der Osten                    | 11 octobre 1866 au 10 octobre 1869         |
| Ferdinand von Below                     | 18 juin 1869 au 20 octobre 1870            |
| Oskar von Karger (de)                   | 21 octobre 1870 au 10 juin 1872            |
| Karl von Boecking (de)                  | 11 juin 1872 au 14 septembre 1874          |
| Heinrich von Rosenzweig (de)            | 15 septembre 1874 au 8 octobre 1880        |
| Arwed von Fischer (de)                  | 9 octobre 1880 au 11 mars 1881             |
| Heinrich Ludwig Johannes Bechstatt (de) | 12 mars 1881 au 2 août 1883                |
| Karl von Aweyden (de)                   | 3 août 1883 au 13 avril 1887               |
| Karl von Prittwitz und Gaffron          | 14 avril 1887 au 15 juillet 1887           |
| Fritz von Pappritz (de)                 | 16 juillet 1887 au 21 mars 1889            |
| Viktor von Loßberg (de)                 | 22 mars 1889 au 14 décembre 1890           |
| Heinrich Harnickell (de)                | 15 décembre 1890 au 24 mars 1893           |
| Friedrich von Heimburg (de)             | 25 mars 1893 au 12 mai 1895                |
| Adolf Lölhöffel von Löwensprung (de)    | 13 mai 1895 au 25 avril 1897               |
| Friedrich von Bock und Polach (de)      | 26 avril 1897 au 8 avril 1901              |
| Hugo von Collani                        | 9 avril 1901 au 21 avril 1904              |
| Maximilian von Engelbrechten (de)       | 22 avril 1904 au 21 mars 1907              |
| Siegfried von Hinkeldey                 | 22 mars 1907 au 24 février 1909            |
| Otto von Ramdohr (de)                   | 25 février 1909 au 8 août 1910             |
| Wilhelm von Worgitzky                   | 9 août 1910 au 30 septembre 1912           |
| Max von Troschke                        | 1er octobre 1912 au 24 janvier 1915        |
| Wilhelm von Beczwarzowski (de)          | 25 janvier 1915 au 17 juillet 1915         |
| Maximilian von Suter                    | 18 juillet 1915 au 3 janvier 1917          |
| August Jones                            | 4 janvier 1917 jusqu'à la fin de la guerre |